# 김진영 (1942년)
김진영(金鎭榮, 1942년 12월 29일~)은 대한민국의 정치인이다. 제14대 국회의원을 지냈다.

## 생애
충청북도 음성에서 출생하였고 충청북도 청주에서 성장하였다. 국민대학교를 졸업하고 청주에서 입시학원인 제일학원을 운영하다가 1988년 신민주공화당 지구당위원장으로 정계에 입문했고, 같은 해 벌어진 13대 총선에서는 청주시 갑에서 전체 입후보자 4명 가운데 2위로 낙선했으나 1992년의 14대 총선에서 통일국민당으로 당을 옮겨 청주시 갑에 다시 출마, 약 35.1%의 지지율로 민주자유당의 민정계 3선 의원 정종택을 약 2.4%로 누르고 당선되었다. 
15대 총선을 앞두고 자유민주연합에 입당했으나, 민주자유당 전국구 의원 출신의 구천서에 밀려 낙천된 뒤 한동안 정계를 떠나있다가 2004년의 17대 총선에서 자민련의 공천을 받아 청주시 상당구에서 입후보했으나 전체 입후보자 6명 가운데 4위로 낙선하였다. 
2007년 17대 대통령 선거에서는 무소속 이회창의 지지를 선언했고, 이후 자유선진당 전임위원을 역임하였다. 또, 자유선진당의 체제가 국민중심당 중심으로 갖춰지는 데 대해 당 정체성의 훼손을 우려하며 부정적인 입장을 강하게 표명했으며, 18대 총선에서 청주시 상당구에 입후보할 것으로 예상되었지만 자유선진당의 공천을 받지 못하여 불출마했다.

## 주요 경력
- 신민주공화당 상임위원
- 신민주공화당 지구당위원장
- 민주자유당 전임위원
- 통일국민당 자치행정위원
- 신민당 지방자치연대위원
- 자유민주연합 지방자치행정위원
- 자유선진당 최고위원
- 선진통일당 상임고문
- 대한민국헌정회 시·도지회장(충북)

## 학력
- 국민대학교 교육학과 학사
- 청주대학교 대학원 경제학과 경제학 석사
- 청주대학교 행정대학원 행정학 석사
- 고려대학교 정책과학대학원 사회과학 석사
- 연세대학교 경제대학원 경제학 석사

### 비학위 수료
- 서울대학교 행정대학원 ACAD국가정책

## 역대 선거 결과
|  | 30.59% |

|  | 35.58% |

|  | 2.52% |